# النشر الإلكتروني في السعودية
النشر الإلكتروني في السعودية يخضع للائحة رسمية تضم مجموعة من القوانين التي تنظمه بكافة أنواعه وتقنياته، صدرت هذه اللائحة في عام 2011 من خلال وزارة الثقافة والإعلام (وزارة الإعلام حاليًا)، بهدف تنظيم ممارسة نشاط النشر الإلكتروني داخل الدولة، وحماية المجتمع، وتوضيح حقوق وواجبات العاملين في هذا المجال، ودعم ثقافة الإعلام الجديد.

## قوانين النشر الإلكتروني
تطبق قوانين النشر الإلكتروني في السعودية، وأحكام المطبوعات والنشر على المحتوى الذي يتم بثه وإرساله واستقباله عبر وسائل التقنية الحديثة. سواء كان محتوى نصيا أو بصريا أو مسموعا، ويشمل الصحافة الإلكترونية، ومواقع وسائل الإعلام التقليدية، ووسائل التواصل الاجتماعي، والمنتديات والمدونات، والتطبيقات، والإعلانات والرسائل الإلكترونية، والمجموعات البريدية، ووكالات الأنباء ودور النشر الإلكترونية، والإعلانات.

## مسؤولية المحتوى
تقع مسؤولية المحتوى الإلكتروني المنشور في السعودية على رئيس تحرير الصحيفة الإلكترونية أو من يقوم مقامه، والمدير المسؤول عن وكالة الأنباء أو دار النشر، والكاتب نفسه، والمشرف على أي شكل من أشكال النشر الإلكتروني.

## المحظورات
تمنع السعودية نشر كل ما يخالف أحكام وأنظمة الدين الإسلامي، ونشر ما يدعو إلى الضرر بأمن البلاد أو نظامها العام أو ما يخدم مصالح أجنبية تتقاطع مع مصلحتها، كما تحظر نشر كل ما من شأنه يحرض على ارتكاب الجرائم، أو إثارة النعرات أو البغضاء أو إشاعة الفاحشة، أو بث الشقاق بين أفراد المجتمع، وتحظر أيضا نشر إعلانات تتضمن مواد تضلل المستهلك.

## التراخيص
يُرخص في السعودية للصحافة الإلكترونية ووكالات الأنباء ودور النشر الإلكترونية، وللبث عبر الهاتف المحمول أو وسائل إلكترونية أخرى، ويمكن تسجيل المنتديات ومواقع التواصل الاجتماعي والمدونات والإعلانات والمواقع الشخصية، والمجموعات البريدية، والأرشيف الإلكتروني، وغرف الحوارات، والمواقع الرسمية بأنواعها، وعدم الترخيص أو التسجيل لأي شكل من أشكال النشر الإلكتروني لا يعفي صاحبه عن مسؤولية المحتوى الذي ينشره.

## شروط التسجيل
أن يكون سعودي الجنسية، أو مقيماً في المملكة بطريقة نظامية. وأن يكون حاصلاً على مؤهل الثانوية العامة أو ما يعادلها، وألا يقل عمره عن 25 عاما، وأن يكون لطالب التسجيل عنواناً بريدياً الكترونياً محدداً على نفس اسم النطاق.

## إلغاء التراخيص أو التسجيل
تلغى التراخيص أو التسجيلات بطلب من أصحابها، وإذا سافر أصحابها المقيمين سفرا نهائيا خارج السعودية، وفي حالة الوفاة، وعند مخالفة المحتوى لنظلم المطبوعات والنشر.

## شروط الترخيص
أن يكون طالب الترخيص سعودي الجنسية، وألا يقل عمره عن 25 عامًا، وأن لا يكون موظفًا حكوميًا، وأن يكون حسن السيرة والسلوك، وأن يكون حاصلًا على مؤهل جامعي، أو ما يعادله. وفي حالة الشركات تطبق الشروط السابقة على ممثليها، مع إرفاق عقد التأسيس للشركات.